# Sussex
Sussex (/ˈsʌsɪks/) fue un condado del sur de Inglaterra, que se corresponde aproximadamente con el territorio del antiguo Reino de Sussex. Limita al norte con el condado de Surrey, al este con el condado de Kent, al oeste con Hampshire y al sur con el Canal de la Mancha. El territorio que ocupaba este condado está dividido hoy en día en los condados: West Sussex, East Sussex y la ciudad de Brighton and Hove.
Las divisiones de West Sussex y East Sussex fueron establecidas en 1189 y obtuvieron administraciones separadas. Esta situación está recogida en el Acta de Sussex de 1865.
Es importante resaltar la contribución histórica de Sussex en la batalla de Hastings, donde Haroldo II, rey de Inglaterra, se enfrentó a Guillermo (duque de Normandía) en 1066. La batalla terminó con derrota y muerte de Harold, proclamándose por lo tanto Guillermo el Conquistador, nuevo rey normando de Inglaterra.

## Etimología
El nombre "Sussex" deriva del inglés medio Suth-sæxe, que a su vez deriva del anglosajón Suth-Seaxe que significa (tierra o pueblo) de los sajones del sur (cf. Essex, Middlesex y Wessex). Los sajones del sur fueron una tribu germánica que se estableció en la región de la llanura del norte de Alemania durante los siglos V y VI.